# NGC 6212
NGC 6212 (również PGC 58840) – galaktyka znajdująca się w gwiazdozbiorze Herkulesa. Odkrył ją Édouard Jean-Marie Stephan 26 lipca 1870 roku. Należy do galaktyk Seyferta typu 1.